# Eukarionty
Eukarionty, eukariota, eukarioty, organizmy eukariotyczne (Eukaryota, Eukarya), określane też jako jądrowce, jądrowe, organizmy jądrowe, karioty, kariota (Karyobionta) – organizmy zbudowane z komórek posiadających jądro komórkowe z chromosomami, co jest jednym z elementów odróżniających je od prokariontów. Jądro komórkowe odgraniczone jest od cytoplazmy podwójną błoną białkowo-lipidową. Nazwa naukowa pochodzi od greckich słów εὖ (eu, „dobrze”) i κάρυον (karyon, „orzech”, „jądro”).
W zależności od ujęcia systematycznego jądrowce są traktowane jako domena (cesarstwo, nadkrólestwo) lub królestwo. Najpopularniejszą z tych kategorii systematycznych jest obecnie domena. Do eukariotów zalicza się wszystkie organizmy komórkowe, z wyjątkiem bakterii i archeowców, a więc prokariontów. Szacunki dotyczące liczby gatunków w obrębie tej grupy wahają się pomiędzy 5 a 10 mln. Według analiz przeprowadzonych przez naukowców z Census of Marine Life, opublikowanych w sierpniu 2011 roku, liczba ta wynosi 8,7 (±1,3) mln, z czego naukowo opisane zostały mniej niż dwa miliony.
Komórki eukariotyczne są z zasady znacznie większe od prokariotycznych. Choć zmienność rozmiarów i jednych i drugich jest bardzo duża (najmniejsze eukarionty mają rozmiar mniejszy niż 1 µm), typowe proporcje objętości są rzędu dziesięciu tysięcy do jednego.

## Ewolucja
Prawdopodobnie organizmy eukariotyczne wywodzą się z prokariotycznych archeonów (a w każdym razie są z nimi spokrewnione bliżej niż z bakteriami), jednak ich wczesne dzieje ewolucyjne są słabo znane. Uznaje się za możliwe, że po prokariotycznych jeszcze przodkach wczesne jądrowce odziedziczyły zdolność do ruchu ameboidalnego i fagocytozy, lecz znacznie ją udoskonaliły. Głównym jednak „wynalazkiem” była reorganizacja materiału genetycznego. Komórka eukariotyczna zawiera wielokrotnie więcej materiału genetycznego niż prokariotyczna, dzięki czemu jest w stanie produkować więcej typów białek i ma potencjalnie nieograniczone możliwości regulacji. Materiał genetyczny występuje tu w postaci wielu skupionych w jądrze chromosomów. Są to liniowe fragmenty DNA związanego z licznymi białkami, które chronią je, powielają i precyzyjnie sterują ekspresją. Komórki eukariotyczne posiadają wiele organelli – zarówno analogiczne do występujących u prokariontów np. rybosomy czy chromosomy (odpowiadające bakteryjnemu genoforowi), jak i takie, których u żadnych prokariontów nie ma. Do tych drugich należy retikulum endoplazmatyczne wraz z błoną jądrową oraz mitochondria i plastydy (np. chloroplasty). Przynajmniej te dwa ostatnie pochodzą ze stosunkowo późnej w skali ewolucyjnej endosymbiozy komórek wczesnych jądrowych z bakteriami i sinicami.
Wreszcie ponad miliard lat temu komórki eukariotyczne wykształciły możliwość rozmnażania drogą płciową, co jeszcze bardziej zwiększyło ich możliwości ewolucyjne.
Najstarsze znane skamieniałości, które prawdopodobnie mają pochodzenie eukariotyczne, zostały odkryte w osadach jeziornych w południowej Afryce przez zespół Józefa Kaźmierczaka. Prezentują komórczakową budowę syfonalną. Datowane są one na ok. 2,8–2,7 mld lat.

## Podział systematyczny
Podział naturalny jądrowców przysparza wiele problemów z powodu niejasności w pokrewieństwie wielu grup systematycznych. Dawniejsze wnioskowanie o relacjach między poszczególnymi grupami na podstawie podobieństwa (głównie morfologicznego i anatomicznego) skutkowało wieloma błędami w związku z trudnością identyfikowania wpływu konwergencji i wtórnego upraszczania budowy. Od lat 80. XX wieku zaznaczył się wyraźny postęp w systematyce jądrowców. Wynika on z uwzględnienia takich źródeł o pokrewieństwie jak podobieństwo rRNA, grzebieni mitochondrialnych i aktyny. Mimo że wciąż wiele grup jądrowców oczekuje na ustalenie powiązań filogenetycznych, znane obecnie relacje pokrewieństwa pozwalają na wyróżnienie pięciu „supergrup” i określenie należących do nich linii rozwojowych:
- Amorphea
  - Amoebozoa Lühe, 1913, przywrócony przez Cavalier-Smith, 1998 (ameby i kilka gatunków bez mitochondriów)
    - Tubulinea Smirnov i inni, 2005
    - Discosea Cavalier-Smith i inni, 2004
    - Archamoebae Cavalier-Smith, 1983
    - Gracilipodida Lahr i inni, 2011
    - Multicilia Cienkowsky, 1881
    - Protosteliida Olive i Stoianovitch, 1966
    - Cavosteliida Shadwick i Spiegel w Adl i inni, 2012
    - Protosporangiida Shadwick i Spiegel w Adl i inni, 2012
    - Fractovitelliida Lahr i inni, 2011
    - Schizoplasmodiida L. Shadwick i Spiegel w Adl i inni, 2012
    - Myxogastria Macbride, 1899
    - Dictyostelia Lister, 1909

  - Obazoa
    - Breviatea Cavalier-Smith i inni, 2004
    - Apusomonadida Karpov i Mylnikov, 1989
    - Opisthokonta Cavalier-Smith, 1987 przywrócony przez Adl i inni, 2005
      - Holozoa Lang i inni, 2002
        - Filasterea Shalchian-Tabrizi i inni, 2008
        - Ichthyosporea Cavalier-Smith T.,2003, zwane też jako Mesomycetozoa Mendoza i in., 2002, przywrócone przez Adl. i in., 2005
        - Aphelidea Gromov, 2000
        - Corallochytrium Raghu-Kumar, 1987
        - Choanomonada Kent, 1880
        - Metazoa Haeckel, 1874 – zwierzęta (wielokomórkowce)
          - Porifera Grant, 1836 – gąbki
          - Trichoplax von Schultze, 1883 – płaskowce
          - Animalia Linnaeus, 1758 – zwierzęta

      - Nucletmycea Brown et al. 2009
        - Nuclearia Cienkowski, 1865
        - Fonticula Worley i inni, 1979
        - Rozella Cornu, 1872
        - Fungi Linnaeus, 1753 emend. Cavalier-Smith, 1981, 1987 – grzyby
          - Microsporidia Balbiani, 1882 – mikrosporydia
          - Neocallimastigaceae Heath 1983 przywrócony przez Barr, 1989
          - Chytridiomycota M. J. Powell w Hibbett i inni, 2007
          - Blastocladiales Petersen, 1909
          - Mucoromycotina Benny, 2007
          - Mortierellaceae A. Fischer, 1892
          - Entomophthorales G. Winter, 1880
          - Zoopagales Bessey ex R.K. Benjamin, 1979
          - Kickxellomycotina Benny, 2007
          - Dikarya Hibbett i inni, 2007
- CRuMs
  - Collodyctionidae Brugerolle i inni, 2002
  - Rigifilida Cavalier-Smith w Yabuki i inni, 2012
  - Mantamonas Cavalier-Smith i Glücksman w Glücksman i inni, 2011
- TSAR
  - Telonema Griessmann, 1913
  - Sar
    - Stramenopiles Patterson 1989, emend. Adl et al. 2005
      - Opalinata Wenyon, 1926 przywrócony przez Cavalier-Smith, 1997
      - Blastocystis Alexeev, 1911
      - Bicosoecida Grasse, 1926 przywrócony przez Karpov, 1998
      - Placidida Moriya i inni, 2002
      - Labyrinthulomycetes Dick, 2001
      - Hyphochytriales Sparrow, 1960
      - Peronosporomycetes Dick, 2001
      - Actinophryidae Claus, 1874 przywrócony przez Hartmann 1926
      - Bolidomonas Guillou i Chre´tiennot-Dinet, 1999
      - Chrysophyceae Pascher, 1914 – złotowiciowce
      - Dictyochophyceae Silva, 1980
      - Eustigmatales Hibberd, 1981
      - Pelagophyceae Andersen i Saunders, 1993
      - Phaeothamniophyceae Andersen i Bailey w Bailey i inni, 1998
      - Pinguiochrysidales Kawachi i inni, 2003
      - Raphidophyceae Chadefaud, 1950 przywrócony przez Silva. 1980
      - Synurales Andersen, 1987
      - Xanthophyceae Allorge, 1930 przywrócony przez Fritsch, 1935 – różnowiciowce
      - Phaeophyceae Hansgirg, 1886 – brunatnice
      - Schizocladia Henry i inni w Kawai i inni, 2003
      - Diatomea Dumortier, 1821

    - Alveolata Cavalier-Smith, 1991
      - Protalveolata Cavalier-Smith. 1991 przywrócony przez Adl i inni, 2012
      - Dinoflagellata Bütschli, 1885 przywrócony przez Fensome i inni, 1993 przywrócony przez Adl i inni, 2005
      - Apicomplexa Levine, 1980 przywrócone przez Adl i inni, 2005
      - Ciliophora Doflein, 1901 – orzęski

    - Rhizaria Cavalier-Smith, 2002
      - Cercozoa Cavalier-Smith, 1998 przywrócony przez Adl i inni, 2005
      - Retaria Cavalier-Smith, 2002
- Haptista
  - Haptophyta Hibberd, 1976 przywrócony przez Edvardsen i Eikrem, 2000
  - Rappemonads Kim i inni, 2011
  - Centrohelida Kühn, 1926
- Cryptista
  - Cryptophyceae Pascher, 1913 przywrócony przez Schoenichen, 1925 przywrócony przez Adl i inni, 2012
  - Katablepharida
  - Palpitomonas Yabuki i inni, 2010
- Archaeplastida Adl i inni, 2005
  - Glaucophyta Skuja, 1954 – glaukofity
  - Rhodophyceae Thuret, 1855 przywrócony przez Rabenhorst, 1863 przywrócony przez Adl i inni, 2005 – krasnorosty
  - Rhodelphis
  - Chloroplastida Adl i in., 2005 – rośliny zielone
    - Chlorophyta Pascher, 1914, emend. Lewis i McCourt, 2004
    - Streptophyta – ramienice i rośliny telomowe
- Hemimastigophora
  - Spironemidae Doflein, 1916

- Eukarionty o niepewnej przynależności
  - Discoba Simpson w Hampl i inni, 2009
    - Jakobida Cavalier-Smith, 1993, emend. Adl i in., 2005
    - Discicristata Cavalier-Smith, 1998
    - Tsukubamonas Yabuki i inni, 2011

  - Metamonada Cavalier-Smith, 1987 przywrócony przez Cavalier-Smith, 2003
    - Fornicata Simpson, 2003
    - Parabasalia Honigberg, 1973
    - Preaxostyla Simpson, 2003

  - Malawimonas O’Kelly i Nerad, 1999
  - Ancyromonadida Cavalier-Smith, 1998
  - Picozoa
  - Ancoracysta

Dodatkowo Cavalier-Smith wyróżnia 2 taksony bez rangi:
- Unikonta
- Bikonta

które są taksonomicznie ponad supergrupami.
Podobne podejście przyjęto w pracy Adla i in. z 2019, gdzie eukarionty dzieli się na dwie główne grupy: Amorphea i Diaphoretickes oraz kilka mniejszych grup, których nie da się jednoznacznie przyporządkować do którejś z nich. Część z tych grup jest łączona w Excavata, przy czym w tym ujęciu jest to takson sztuczny, a jego status jako supergrupy jest podawany w wątpliwość.

## Historyczne podziały

### System Adla i innych 2005 rok

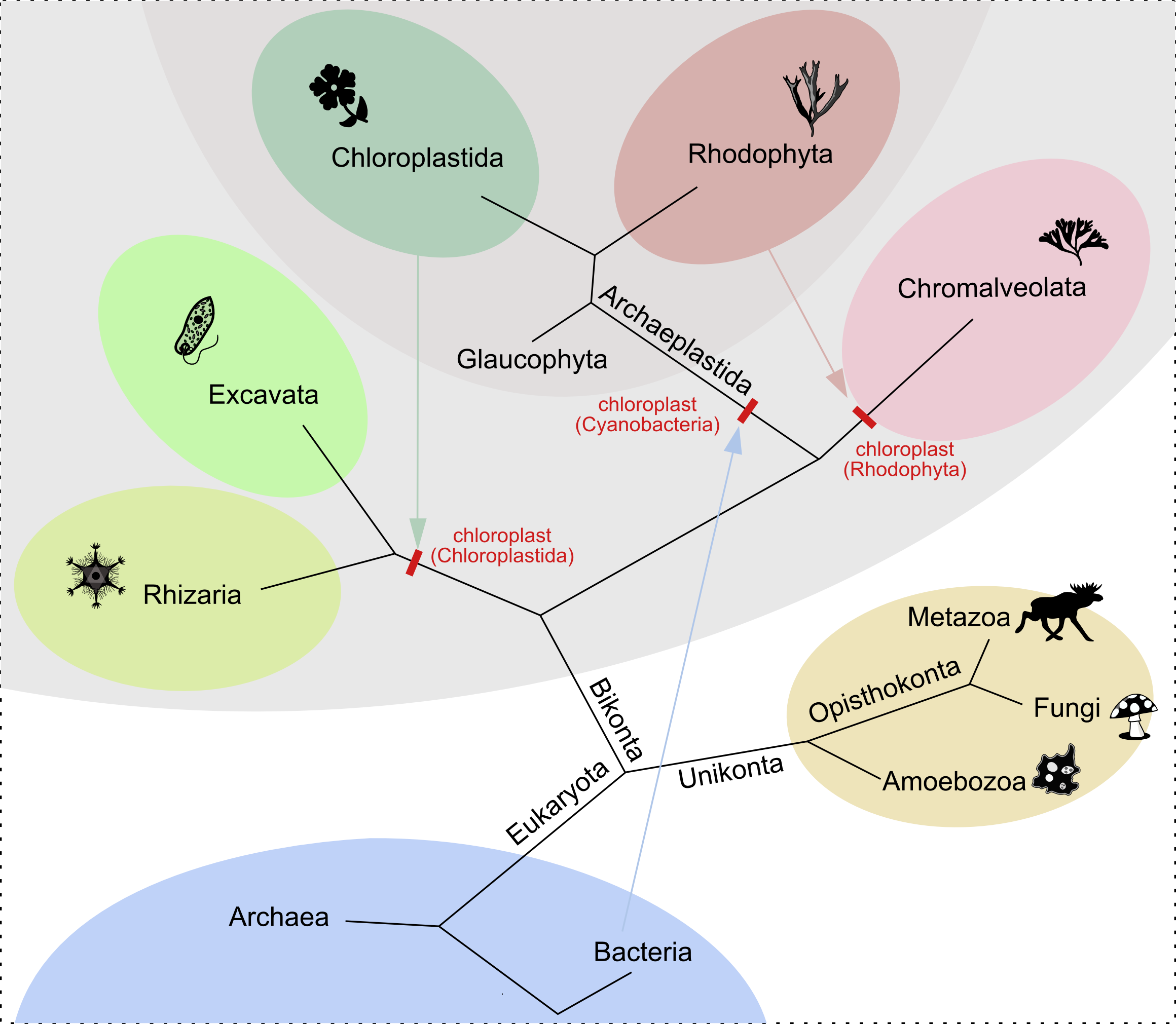
Drzewo filogenetyczne jądrowców

System ten został w 2012 roku zastąpiony nową poprawioną wersją, która uwzględniła zmiany, które zaszły w tym czasie.
System Adla z 2005 roku w następujący sposób systematyzował organizmy:
- Opisthokonta
  - Fungi Linnaeus, 1753 emend. Cavalier-Smith, 1981, 1987 – grzyby
    - Basidiomycota de Barry, 1866, emend. Schaffer, 1975 – podstawczaki
    - Uredinomycetes Swann i Taylor, 1995 – rdzaki
    - Ustilaginomycetes Bower, Oberw i Vanky, 1997 – głownie
    - Ascomycota Barkeley, 1857 – workowce
    - Microsporidia Balbiani, 1882 – mikrosporydia
    - Glomeromycota Schussler i in., 2001 – grzyby mikoryzowe
    - Zygomycota Fischer, 1892, emend. Benjamin, 1979, emend. Benny i in., 2001 – sprzężniowce
    - Chytridiomycetes de Barry, 1863, emend. Sparrow, 1958, emend. Cavalier-Smith, 1981 – skoczkowce

  - Ichthyosporea Cavalier-Smith T.,2003, zwane też jako Mesomycetozoa Mendoza i in., 2002, emend Adl. i in., 2005
  - Filasterea Shalchian-Tabrizi, K., M. A. Minge, M. Espelund, R. Orr, T. Ruden, K. S. Jakobsen, and T. Cavalier-Smith. 2008.
  - Choanoflagellata Kent, 1880 – wiciowce kołnierzykowe
  - Metazoa Haeckel, 1874 – zwierzęta (wielokomórkowce)
    - Porifera Grant, 1836 – gąbki
    - Trichoplax von Schultze, 1883 – płaskowce
    - Mesozoa van Beneden, 1877 – wielokomórkowce pośrednie (planulopodobne)
    - Animalia Linnaeus, 1758 – zwierzęta
- Amoebozoa Lühe, 1913, emend. Cavalier-Smith, 1998 (ameby i kilka gatunków bez mitochondriów)
  - Tubulinea Smirnov i in., 2005
  - Flabellinea Smirnov i in., 2005
  - Stereomyxida Grell, 1966
  - Acanthamoebidae Sawyer i Griffin, 1975
  - Entamoebidae Cavalier-Smith, 1993
  - Mastigamoebidae Goldschmidt, 1907
  - Pelomyxa Greef, 1874
  - Eumycetozoa Zopf, 1884, emend. Olive, 1975
- Excavata
  - Fornicata Simpson, 2003
  - Malawimonas O’Kelly i Nerad, 1999
  - Parabasalia Honigberg, 1973
  - Preaxostyla Simpson, 2003
  - Jakobida Cavalier-Smith, 1993, emend. Adl i in., 2005
  - Heterolobosea Page i Blanton, 1985
  - Euglenozoa Cavalier-Smith, 1981, emend. Simpson, 1997
- Rhizaria
  - Cercozoa Cavalier-Smith, 1998, emend. Adl i in., 2005
  - Haplosporidia Caullery i Mesnil, 1899
  - Foraminifera d’Orbigny, 1826 – otwornice
  - Gromia Dujardin, 1835
  - Radiolaria Müller, 1858, emend. Adl i in., 2005 – promienice
- Archaeplastida – rośliny
  - Glaucophyta Skuja, 1954 – glaukocystofity
  - Rhodophyceae Thuret, 1855, emend. Rabenhorst, 1863, emend. Adl i in., 2005 – krasnorosty
  - Chloroplastida Adl i in., 2005 – rośliny zielone
    - Chlorophyta Pascher, 1914, emend. Lewis i McCourt, 2004
    - Chlorodendrales Fritsch, 1917
    - Prasinophytae Cavalier-Smith, 1998, emend. Lewis i McCourt, 2004 – prazynofity
    - Mesostigma Lauterborn, 1894, emend. McCourt w Adl i in., 2005
    - Charophyta Karol i in., 2001, emend. Lewis i McCourt, 2004 – ramienice (wraz z roślinami telomowymi)
- Chromalveolata
  - Cryptophyceae Pascher, 1913, emend. Schoenichen, 1925 – kryptomonady
  - Haptophyta Hibberd, 1976, emend. Edvardsen i Eikrem, 2000 – haptofity
  - Stramenopiles Patterson, 1989, emend. Adl i in., 2005 – m.in. złotowiciowce, rafidofity, różnowiciowce, brunatnice, okrzemki,
  - Alveolata Cavalier-Smith, 1991 – m.in. dinofity, apikompleksy, orzęski.

### Podział Whittakera i Margulis z 1978 roku
Najbardziej popularny w XX w. podział jądrowców Roberta Whittakera i Lynn Margulis z 1978 r. wyróżniał 4 niższe taksony w randze królestw:
- protisty (Protista)
- grzyby (Fungi)
- rośliny (Plantae)
- zwierzęta (Animalia)

Niedoskonałość tego podziału związana jest z parafiletycznym charakterem grupy protistów.